# L'habit ne fait pas Lemoine

L'habit ne fait pas Lemoine est un talk-show d'humour présenté par Jean-Luc Lemoine et Julie Raynaud, diffusé sur France 2 le samedi soir en deuxième partie de soirée du 4 juillet 2009 au 29 août 2009.

## Concept
L'émission est produite par Franck Saurat, et le concept de l'émission est conçu par Franck Saurat, Jean-Luc Lemoine et Sébastien Sort. À chaque émission, quatre personnalités, qui arrivent sur le plateau chacune leur tour, sont interviewées par les deux animateurs. Le plateau de l'émission s'inspire des décors des late-night show américains, une vue de Paris de nuit avec la Tour Eiffel remplaçant les décors new-yorkais. 

### Rubriques
- Le panel : les personnalités répondent aux questions drôles d'un panel de six Français (qui sont en fait des comédiens, dont par exemple Catherine Benguigui).

- La foire aux questions : Jean-Luc Lemoine répond à de fausses questions de téléspectateurs. C'est ce qu'il faisait dans la rubrique du Médiateur dans On n'est pas couché.

- Les voyantes sont au vert : une vraie voyante est interrogée sur un invité de l'émission, mais sur des informations inexactes.

- La rumeur : une personne lance une rumeur sur un invité dans la rue. Un faux journaliste arrive ensuite pour interroger les gens sur ce qu'ils ont entendu.

- La QQOAPOP (Question qu'on n'aurait pas osé vous poser si vous n'étiez pas sur le point de partir)  : c'est une question posée aux deux invités qui quittent le plateau en cours d'émission.

- Animateur anonyme : Petit sketch. Jean-Luc Lemoine faisait une thérapie humoristique à quelques personnalités comme Éric Naulleau, Julien Courbet, Catherine Benguigui, Nelson Monfort...

### Invités
- Première émission (4 juillet 2009) : Patrick Sabatier, Josiane Balasko, Thomas Dutronc et Michèle Bernier
- Deuxième émission (11 juillet 2009) : Christophe Willem, Jack Lang, Michèle Laroque et Rosalie van Breemen
- Troisième émission (18 juillet 2009) : Florent Pagny, Ophélie Winter, Christine Bravo et Yves Jégo
- Quatrième émission (25 juillet 2009) : Fadela Amara, Frédéric Lopez, Bernard Campan et Pascal Rostain
- Cinquième émission (1er août 2009) : Stéphane Bern, Hélène Ségara, Éric Naulleau et Jacques Séguéla.
- Sixième émission (8 août 2009) : Michel Drucker, Anne Roumanoff, Julien Clerc et Amanda Lear
- Septième émission (15 août 2009) : Dave, Sliimy, Julie Depardieu et Jean-Jacques Bourdin
- Huitième émission (22 août 2009) : Lara Fabian, Nathalie Kosciusko-Morizet, Geneviève de Fontenay et Jean-Marc Morandini
- Neuvième émission (29 août 2009) : best-of

## Audiences
L'émission est diffusée sur le créneau habituellement occupé par On n'est pas couché, qui ne propose cependant que des rediffusions sous forme de best-of l'été. Huit émissions ont été tournées en amont de leur diffusion. Le premier numéro, diffusé le 4 juillet 2009, rassemble 1 400 000 téléspectateurs, soit 15.6% de parts d'audience. Les audiences progressent durant l'été, le numéro diffusé le 01 août 2009 rassemblant 1 545 000 français devant le programme soit 17,4% de parts d'audience. Les très bons résultats d'audience encouragent la chaîne France 2 à reconduire l'émission à la rentrée, dans un autre créneau pour ne pas gêner la reprise de On n'est pas couché
. Cependant l'émission ne revient finalement pas après l'ultime numéro diffusé le 29 août 2009, qui était un numéro best-of. En 2025 dans l'émission Un dimanche à la campagne présentée par Frédéric Lopez, Jean-Luc Lemoine revient sur cet épisode et laisse entendre que l'émission n'aurait pas été reconduite à cause de Laurent Ruquier: l'animateur, qui a lancé la carrière de Lemoine sur le petit écran et soutenait son poulain à l'occasion du lancement de sa propre émission, a dit lors d'une interview en août 2009 qu'il trouvait que l'émission plagiait On n'est pas Couché, et que Jean-Luc Lemoine voulait lui « bouffer sa place ».

## Anecdotes
- L'émission était diffusée chaque samedi à 22h20 durant tout l'été 2009, juste après Fort Boyard.
- L'émission était en projet depuis 2008, un numéro pilote ayant été tourné. Au départ, c'est Faustine Bollaert qui était pressentie pour présenter l'émission avec Jean-Luc Lemoine[9], mais c'est finalement Julie Raynaud qui a été choisie à sa place ; Faustine Bollaert quittera France 2 l'année suivante pour le groupe M6 afin de présenter Dilemme sur W9.